# Continental Basketball Association 1979-1980
La stagione CBA 1979-80 fu la 34ª della Continental Basketball Association. Parteciparono 8 squadre divise in due gironi.
Rispetto alla stagione precedente si aggiunsero gli Hawaii Volcanos. Gli Allentown Jets si trasferirono a Bethlehem, diventando i Lehigh Valley Jets, mentre i Wilkes-Barre Barons si trasferirono a Scranton, assumendo il nome di Pennsylvania Barons. I  Mohawk Valley Thunderbirds si rinominarono Utica Olympics. I Jersey Shore Bullets fallirono.

## Squadre partecipanti
- Anchorage N.K.
- Hawaii Volcanos
- Lancaster R. Roses
- Lehigh Valley Jets
- Maine Lumberjacks
- Pennsylv. Barons
- Rochester Zeniths
- Utica Olympics

## Classifiche

### Northern Division
| Squadra                      | V  | P  | %    | GB   |
| ---------------------------- | -- | -- | ---- | ---- |
| Rochester Zeniths            | 31 | 15 | 67,4 | -    |
| Anchorage Northern Knights C | 29 | 16 | 64,4 | 1,5  |
| Maine Lumberjacks            | 21 | 23 | 47,7 | 9    |
| Hawaii Volcanos              | 20 | 25 | 44,4 | 10,5 |

### Southern Division
| Squadra             | V  | P  | %    | GB  |
| ------------------- | -- | -- | ---- | --- |
| Lehigh Valley Jets  | 19 | 12 | 61,3 | -   |
| Pennsylvania Barons | 14 | 17 | 45,2 | 5   |
| Lancaster Red Roses | 12 | 22 | 35,3 | 8,5 |
| Utica Olympics      | 15 | 31 | 32,6 | 12  |

## Play-off

### Semifinali di conference
| 22 marzo | Lehigh Valley Jets | 105 – 128 | Maine Lumberjacks |  |

| 25 marzo | Maine Lumberjacks | 130 – 127 | Lehigh Valley Jets |  |

| 27 marzo | Pennsylvania Barons | 126 – 127 | Rochester Zeniths |  |

| 29 marzo | Rochester Zeniths | 130 – 124 | Pennsylvania Barons |  |

### Finali di conference
| 1º aprile | Maine Lumberjacks | 132 – 140 | Rochester Zeniths |  |

| 4 aprile | Rochester Zeniths | 133 – 125 | Maine Lumberjacks |  |

| 28 marzo | Anchorage Northern Knights | 127 – 122 | Hawaii Volcanos |  |

| 30 marzo | Anchorage Northern Knights | 139 – 147 | Hawaii Volcanos |  |

| 1º aprile | Anchorage Northern Knights | 114 – 118 | Hawaii Volcanos |  |

| 3 aprile | Anchorage Northern Knights | 139 – 130 | Hawaii Volcanos |  |

| 4 aprile | Anchorage Northern Knights | 132 – 129 | Hawaii Volcanos |  |

### Finale CBA
| 8 aprile | Anchorage Northern Knights | 113 – 116 | Rochester Zeniths |  |

| 9 aprile | Anchorage Northern Knights | 132 – 124 | Rochester Zeniths |  |

| 12 aprile | Anchorage Northern Knights | 113 – 109 | Rochester Zeniths |  |

| 14 aprile | Anchorage Northern Knights | 120 – 117 | Rochester Zeniths |  |

| 17 aprile | Rochester Zeniths | 107 – 96 | Anchorage Northern Knights |  |

| 18 aprile | Rochester Zeniths | 113 – 96 | Anchorage Northern Knights |  |

| 20 aprile | Rochester Zeniths | 99 – 109 | Anchorage Northern Knights |  |

### Tabellone
|  | Semifinali di conference | Semifinali di conference | Semifinali di conference |           |           | Finali di conference | Finali di conference | Finali di conference |  |  | Finale CBA | Finale CBA | Finale CBA |  |
|  |                          |                          |                          |           |           |                      |                      |                      |  |  |            |            |            |  |
|  | Rochester                | Rochester                | 2                        |           |           |                      |                      |                      |  |  |            |            |            |  |
|  | Rochester                | Rochester                | 2                        |           |           |                      |                      |                      |  |  |            |            |            |  |
|  | Pennsylvania             | Pennsylvania             | 0                        |           |           |                      |                      |                      |  |  |            |            |            |  |
|  | Pennsylvania             | Pennsylvania             | 0                        |           | Rochester | Rochester            | 2                    |                      |  |  |            |            |            |  |
|  |                          |                          |                          |           | Rochester | Rochester            | 2                    |                      |  |  |            |            |            |  |
|  |                          |                          | Maine                    | Maine     | 0         |                      |                      |                      |  |  |            |            |            |  |
|  | Maine                    | Maine                    | Maine                    | Maine     | 0         | 2                    |                      |                      |  |  |            |            |            |  |
|  | Maine                    | Maine                    |                          |           |           |                      |                      |                      |  |  |            |            |            |  |
|  | Lehigh Valley            | Lehigh Valley            | 0                        |           |           |                      |                      |                      |  |  |            |            |            |  |
|  | Lehigh Valley            | Lehigh Valley            | 0                        |           | Rochester | Rochester            | 3                    |                      |  |  |            |            |            |  |
|  |                          |                          |                          |           |           |                      |                      |                      |  |  |            |            |            |  |
|  |                          |                          | Anchorage                | Anchorage | 4         |                      |                      |                      |  |  |            |            |            |  |
|  |                          |                          |                          | Anchorage | 4         |                      |                      |                      |  |  |            |            |            |  |
|  |                          |                          |                          |           |           |                      |                      |                      |  |  |            |            |            |  |
|  |                          |                          |                          |           |           |                      |                      |                      |  |  |            |            |            |  |
|  |                          | Hawaii                   | Hawaii                   | 2         |           |                      |                      |                      |  |  |            |            |            |  |
|  |                          |                          |                          | 2         |           |                      |                      |                      |  |  |            |            |            |  |
|  |                          |                          | Anchorage                | Anchorage | 3         |                      |                      |                      |  |  |            |            |            |  |

## Vincitore
| Campione CBA 1980                      |
| -------------------------------------- |
| Anchorage Northern Knights (1º titolo) |

## Statistiche
| Categoria             | Giocatore      | Squadra                    | Stat |
| --------------------- | -------------- | -------------------------- | ---- |
| Punti per gara        | Ron Davis      | Anchorage Northern Knights | 32,0 |
| Rimbalzi per gara     | Jim Bostic     | Lancaster Red Roses        | 13,4 |
| Assist per gara       | Andre McCarter | Utica Olympics             | 8,7  |
| Palle rubate per gara | Glenn Hagan    | Rochester Zeniths          | 3,2  |
| Stoppate per gara     | Charles Jones  | Maine Lumberjacks          | 4,7  |
| FG%                   | Carlos Terry   | Lehigh Valley Jets         | 60,5 |
| FT%                   | Bobby Wilson   | Hawaii Volcanos            | 91,6 |

## Premi CBA
- CBA Most Valuable Player: Ron Davis, Anchorage Northern Knights
- CBA Coach of the Year: Bill Klucas, Anchorage Northern Knights
- CBA Newcomer of the Year: Brad Davis, Anchorage Northern Knights e Bobby Wilson, Hawaii Volcanos
- CBA Rookie of the Year: Edgar Jones, Lehigh Valley Jets
- CBA Playoff MVP: Steve Hayes, Anchorage Northern Knights
- All-CBA First Team
  - Billy Ray Bates, Maine Lumberjacks
  - Glenn Hagan, Rochester Zeniths
  - Edgar Jones, Lehigh Valley Jets
  - Ron Davis, Anchorage Northern Knights
  - Al Smith, Rochester Zeniths
- All-CBA Second Team
  - Andre McCarter, Rochester Zeniths
  - Brad Davis, Anchorage Northern Knights
  - Bobby Wilson, Hawaii Volcanos
  - Jeff Wilkins, Hawaii Volcanos
  - Carlos Terry, Lehigh Valley Jets
  - Mel Bennett, Hawaii Volcanos